# Digby—Annapolis—Kings
Pour les articles homonymes, voir Digby, Annapolis (homonymie) et Kings.
Digby—Annapolis—Kings fut une circonscription électorale fédérale de Nouvelle-Écosse au Canada. La circonscription fut représentée de 1935 à 1949 et de 1953 à 1968.
La circonscription a été créée d'abord en 1933 avec des parties de Digby—Annapolis et de Hants—Kings. Abolie en 1947, elle fut divisée parmi Annapolis—Kings et Digby—Yarmouth.
La circonscription réapparut en 1952 à partir d'Annapolis—Kings et de Digby—Yarmouth. Elle fut redistribuée parmi les circonscriptions d'Annapolis Valley et de South Western Nova en 1966.

## Géographie
En 1933, la circonscription d'Annapolis Valley comprenait:
- Le comté de Kings
- Le comté d'Annapolis
- Le comté de Digby, excepté la municipalité de Clare

En 1952, la circonscription comprenait:
- Le comté de Kings et d'Annapolis
- Le comté de Digby, excepté la municipalité de Clare

## Députés
1935 - 1949
1. 1935-1948 — James Lorimer Ilsley, PLC
2. 1948¹-1949 — George C. Nowlan, PC

1953 - 1968
1. 1953-1965 — George C. Nowlan, PC
2. 1965-1968 — John Patrick Nowlan, PC

- ¹ = Élection partielle
- PC = Parti progressiste-conservateur
- PLC = Parti libéral du Canada